# Olof Strömstierna
Olof Strömstierna, ursprungligen Knape, född den 29 januari 1664 på Käringön, Morlanda socken, död den 17 september 1730 på Vese säteri i Bro socken i Bohuslän, var en svensk sjöofficer.

## Biografi

### Ungdomsår och i nederländsk tjänst
Olof Strömstierna hette ursprungligen Knape och var son till borgaren Nils Knape från Marstrand. Han var född 1664 på Käringön i Bohuslän. Han gick till sjöss 1672, seglade först inrikes, sedan utrikes på Frankrike, England, Amerika och Ostindien fram till 1697. Han var en tid dels i Nederländska Ostindiska Kompaniets, dels i nederländska generalstaternas tjänst, i vilken senare han uppnådde löjtnantsgraden, och förde sedan eget skepp mellan Sverige och västra Europa.

### I svenska flottans tjänst
1698 erbjöds Strömstierna att gå i svensk tjänst, men först 1700 fick han fullmakt som amiralitetskapten, detta sedan han biträtt amiral Anckarstierna vid mönstringen av ”allt i Bohus län befintligt sjömanskap”. 1701 var han med på expeditionen till Archangelsk som chef på fregatten ”Marstrand”. 1704 blev han chef för 1:a enrolleringskompaniet i Bohuslän. 1709–1713 ledde han skyddet av bohuslänska skärgården med galärer och skärbåtar Han räddade Uddevalla och den svenska hären 1711 från ett danskt anfall i Bohuslän. Han var även involverad i den livliga kaparverksamheten.
1714 blev Strömstierna utnämnd till schoutbynacht vid Göteborgska eskadern. 1715 kryssade han med fyra fregatter i Nordsjön och tog många priser. Samma år blev han adlad under namnet Strömstierna.

### Striderna i Bohuslän mot Tordenskjold

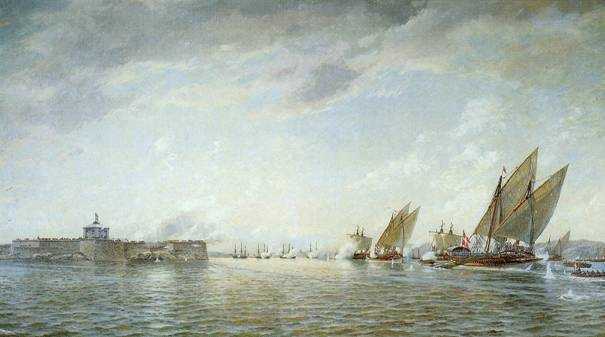
Danska fartyg passerar ut förbi Nya Älvsborg, efter den misslyckade attacken på Nya Varvet år 1717.

1716 skulle Strömstierna med 13 galärer och skärbåtar konvojera transportfartyg lastade med belägringsartilleri och förråd till Svinesund. Han angreps av Tordenskjold i slaget vid Dynekilen. Tordenskjold lyckades efter en mer än fem timmars förbittrad strid genom sitt starkare artilleri kapa eller förstöra den svenska flottiljen på några fartyg när. En av orsakerna till nederlaget var bristen på dugligt manskap. Båtsmännen hade kommenderats till bland annat Karlskrona och Strömstierna hade mest unga skeppsgossar och andra pressade oerfarna besättningsmän som gärna flydde hem. Dagen efter slaget utnämnde Karl XII Strömstierna till viceamiral.
Strömstierna förde sedan en tid befälet över Göteborgska eskadern och bidrog i hög grad till att Tordenskjolds anfall på Göteborg 1717 blev tillbakaslaget. Samma år blev han också chef för Roddargastarnas regemente (3 000 man), och 1718 ledde han avsändandet av över 100 fartygslaster med livsmedel och andra förnödenheter från Göteborg till Strömstad, varigenom fälttåget mot Norge möjliggjordes.

### De sista åren
År 1719 sökte och erhöll Strömstierna avsked från sina militära befattningar, då han fick fullmakt som amiral. Han var säkert krigstrött och märkt efter alla drabbningar han varit med om. Därefter bodde han på sin gård Vese i Bro socken på Härnäset till sin död 1730.
Strömstierna var från 1689 gift med Kristina Ström, rådmansdotter från Marstrand och syster till Nils Thorvedsson Ström, adlad Strömcrona.

## Bilder från Bro kyrka, Lysekil

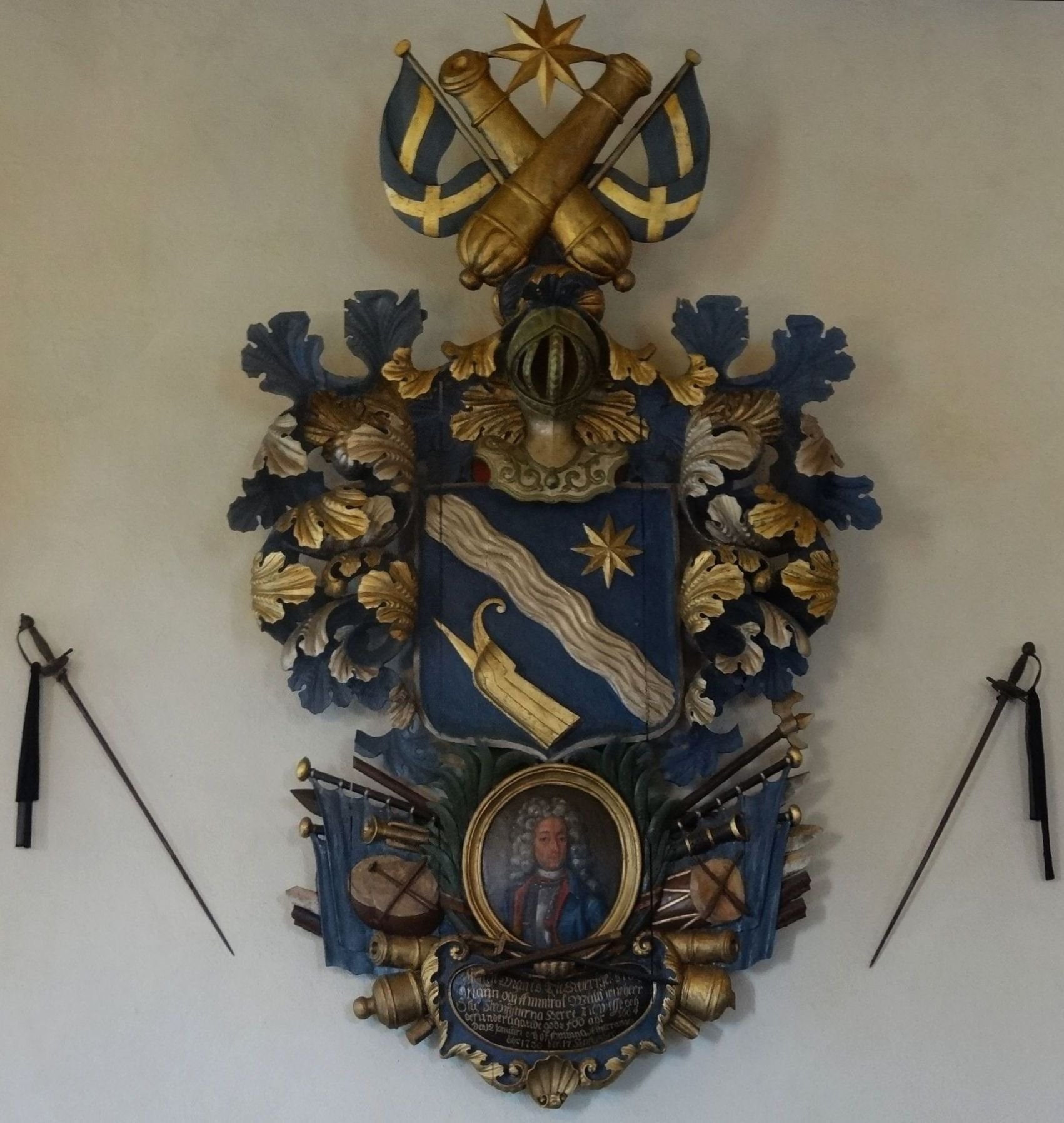
Epitafium över amiral Olof Strömstierna i Bro kyrka, Lysekils kommun
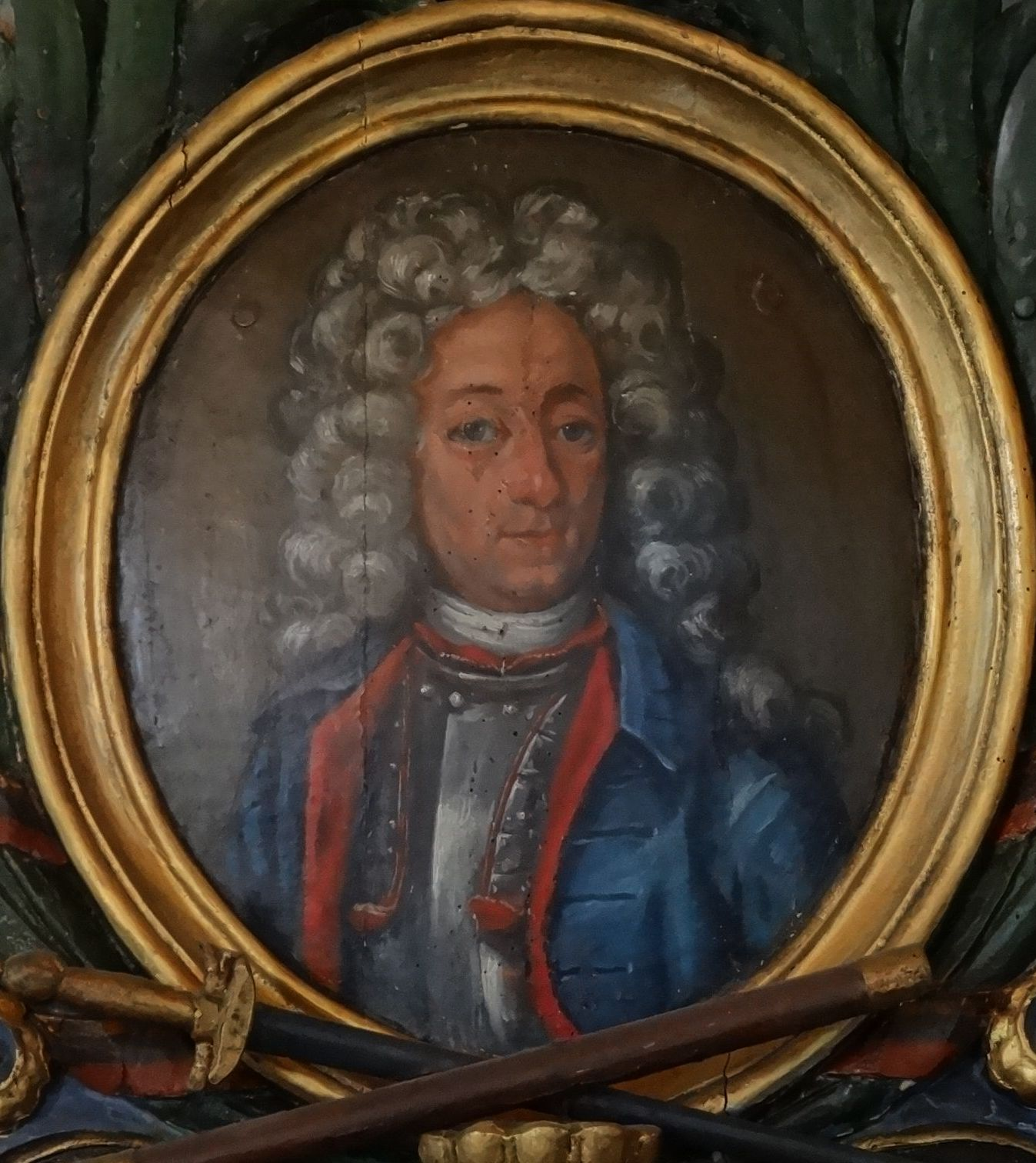
Detalj av epitafiet
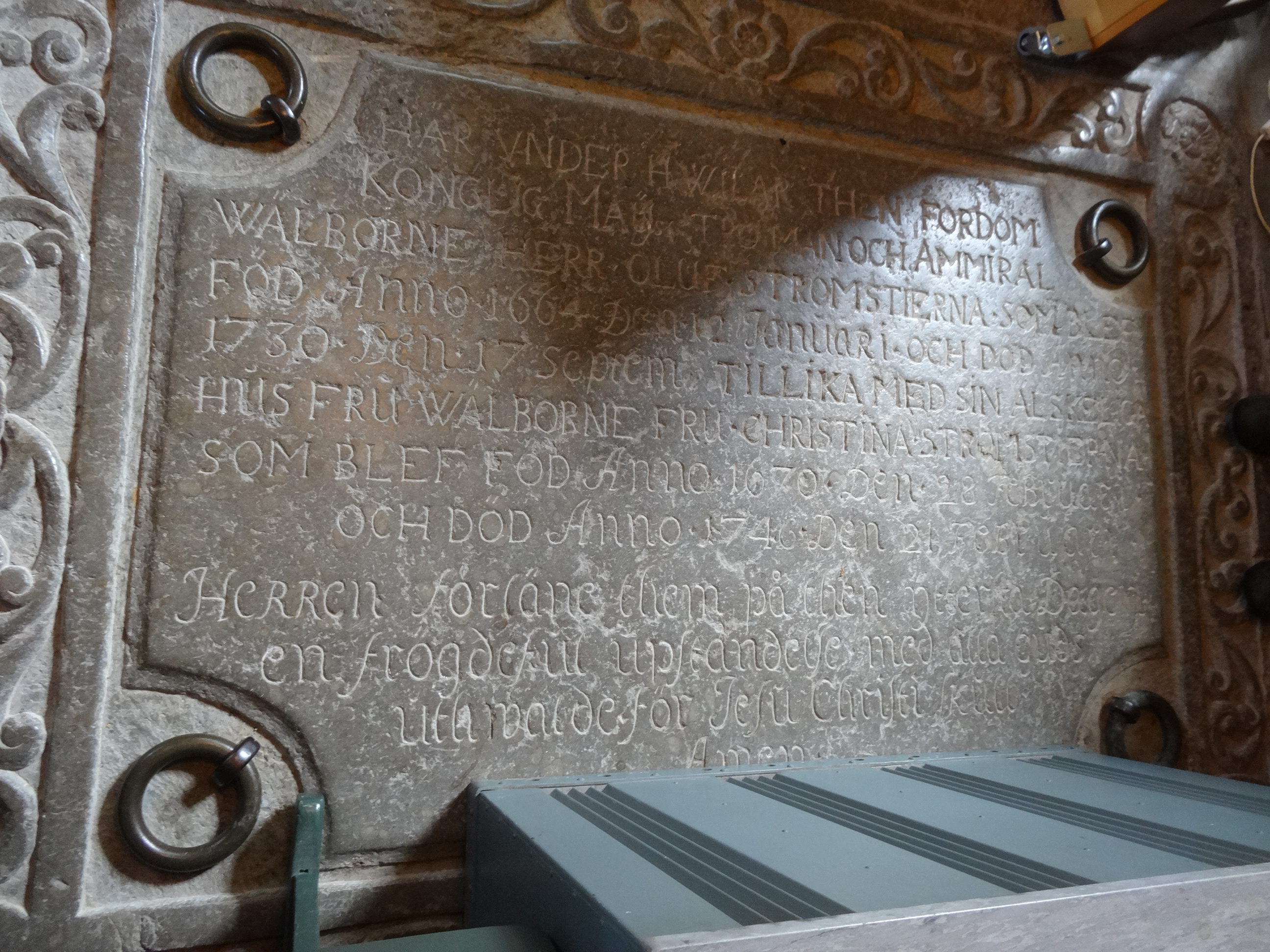
Gravsten över amiral Olof Strömstierna och hans fru Kristina i kyrkans kor